# 包頭軌道交通
包頭軌道交通（ほうとうきどうこうつう、中文表記: 包头轨道交通）は、中華人民共和国内モンゴル自治区包頭市において開業予定の地下鉄である。

## 概要
2016年8月30日に包頭地鉄控制中心（制御センター）を着工開始。1号線と2号線は2017年に着工、2022年に開業予定。最終計画では6路線を建設する予定だったが、この計画は2017年11月に国家発展改革委員会によって保留された。

## 路線

### 計画中
- 1号線 包鋼駅 - 機場駅（包頭空港）
- 2号線 包頭駅 - 北方重工集団駅
- 3号線
- 4号線
- 5号線
- 6号線